# Georges Dilly
Georges Hippolyte Dilly, né à Lille le 16 juin 1874 et mort à Châtel-Guyon le 3 mai 1941, est un peintre français.

## Biographie
Fils d’Émile Eugène Dilly, peintre décorateur et de Mathilde Flore Hennion, élève de Léon Bonnat, Albert Lebourg et Paul Gervais, membre de la Société des artistes français, il y obtient une médaille d'or en 1899, une médaille d'honneur au Salon des artistes français de 1903, une médaille de 3e classe en 1904 et une médaille de 2e classe en 1906, une Bourse de voyage de l’État et y est placé en hors-concours. Lauréat de l'Institut de France, il remporte aussi une médaille d'or aux Expositions internationales de Rome (1907) et de Gand (1906).
Il expose dans de nombreuses Galeries dont la Galerie J. Allard (1927) et la Galerie Reutlinger (1928). Ses œuvres figurent dans les Musées des beaux-arts de Lille, Amiens, Tourcoing, Philadelphie...

## Œuvres[2]
- Au pays flamand
- Pendant le mois de Marie
- Au pays flamand : les vies encloses
- La Dernière heure en Flandre (Musée des beaux-arts de Tourcoing)